# Omice
Omice är en ort i Tjeckien.   Den ligger i regionen Södra Mähren, i den sydöstra delen av landet, 180 km sydost om huvudstaden Prag. Omice ligger 387 meter över havet och antalet invånare är 719.
Terrängen runt Omice är varierad. Runt Omice är det tätbefolkat, med 459 invånare per kvadratkilometer. Närmaste större samhälle är Brno, 11,7 km öster om Omice. Trakten runt Omice består till största delen av jordbruksmark.